# Gennaro Astarita
Gennaro Astarita, o Astaritta (Nàpols, 1749 - desembre 1805) fou un compositor italià.

## Biografia
Astarita va començar el seu treball com a compositor d'òpera el 1765 en col·laboració amb Niccolò Piccinni amb l'òpera L'orfana insidiata. Després va posar en escena Il corsaro algerino el 1765 i Tra i due litiganti il terzo gode el 1766. El 1770 va ser nomenat mestre de capella a Nàpols, quan va compondre per a l'ocasió L'astuta cameriera. El 1779 va ser a Venècia per acabar una òpera de Tommaso Traetta, Gli eroi dei Campi Elisi. El 1780 es va traslladar a Bratislava per a representar les òperes La Didone abbandonata, Il trionfo della Pietà i L'isola disabitata. Va viatjar tres vegades a Rússia, on es representaren amb èxit moltes de les seves obres. Va morir el 1803, probablement quan tornava cap a Itàlia des de Rússia.
Compositor d'estil similar al de Pasquale Anfossi, en el seu temps van aconseguir obtenir una gran quantitat d'elogis, en gran part a causa de les seves reeixides àries.

## Òperes
- Il corsaro algerino (opera buffa, llibret de Giuseppe Palomba, 1765, Nàpols)
- L'astuta cameriera (dramma giocoso, 1770, Torí)
- Gli amanti perseguitati (opera semi-seria, 1770, Torí)
- Il re alla caccia (1770, Torí)
- La critica teatrale (opera buffa, llibret de Ranieri de' Calzabigi, 1771, Torí)
- La contessa di Bimbimpoli (Il divertimento in campagna) (dramma giocoso, llibret de Giovanni Bertati, 1772, Venècia; reestrenada com Il divertimento in campagna a Dresden el 1783)
- L'avaro in campagna (dramma giocoso, llibret de Giovanni Bertati, 1772, Torí)
- La contessina (dramma giocoso, llibret de Marco Coltellini, dopo Carlo Goldoni, 1772, Livorno)
- L'isola disabitata e Le cinesi (drammi per musica, llibret de Pietro Metastasio, 1773, Florència)
- Le finezze d'amore, o sia La farsa non si fa, ma si prova (farsa, llibret de Giovanni Bertati, 1773, Venècia)
- Li astrologi immaginari (dramma giocoso, 1774, Lugo)
- Il marito che non ha moglie (dramma giocoso, llibret de Giovanni Bertati, 1774, Venècia)
- Il principe ipocondriaco (dramma giocoso, llibret de Giovanni Bertati, 1774, Venècia)
- La villanella incostante (dramma giocoso, Cortona, 1774)
- Il mondo della luna (dramma giocoso, llibret de Carlo Goldoni, 1775, Venècia)
- Li sapienti ridicoli, ovvero Un pazzo ne fa cento (dramma giocoso, llibret de Giovanni Bertati, 1775, Praga)
- L'avaro (dramma giocoso, llibret de Giovanni Bertati, 1776, Ferrara)
- Armida (opera seria, Giovanni Ambrogio Migliavacca, 1777, Venècia)
- La dama immaginaria (dramma giocoso, llibret de Pier Antonio Bagliacca, 1777, Venècia)
- L'isola del Bengodi (dramma giocoso, llibret de Carlo Goldoni, 1777, Venècia)
- Il marito indolente (dramma giocoso, 1778, Bolonya)
- Le discordie teatrali (dramma giocoso, 1779, Florència)
- Il francese bizzarro (dramma giocoso, 1779, Milà)
- Nicoletto bellavita (opera buffa, 1779, Treviso)
- La Didone abbandonata (opera seria, llibret de Pietro Metastasio, 1780, Bratislava)
- Il diavolo a quattro (farsa, 1785, Nàpols)
- I capricci in amore (dramma giocoso, 1787, Sant Petersburg)
- Il curioso accidente (dramma giocoso, llibret de Giovanni Bertati, 1789, Venècia)
- Ipermestra (opera seria, llibret de Pietro Metastasio, 1789, Venècia)
- L'inganno del ritratto (dramma giocoso, 1791, Florència)
- La nobiltà immaginaria (intermezzo, 1791, Florència)
- Il medico parigino o sia L'ammalato per amore (dramma giocoso, llibret de Giuseppe Palomba, 1792, Venècia)
- Le fallaci apparenze (dramma giocoso, llibret de Giovanni Battista Lorenzi, 1793, Venècia)
- Rinaldo d'Asti (opera buffa, llibret de Giuseppe Carpani, 1796, Sant Petersburg)
- Gl'intrighi per amore (opera buffa, 1796, Sant Petersburg)